# Rallye Monte Carlo 2020

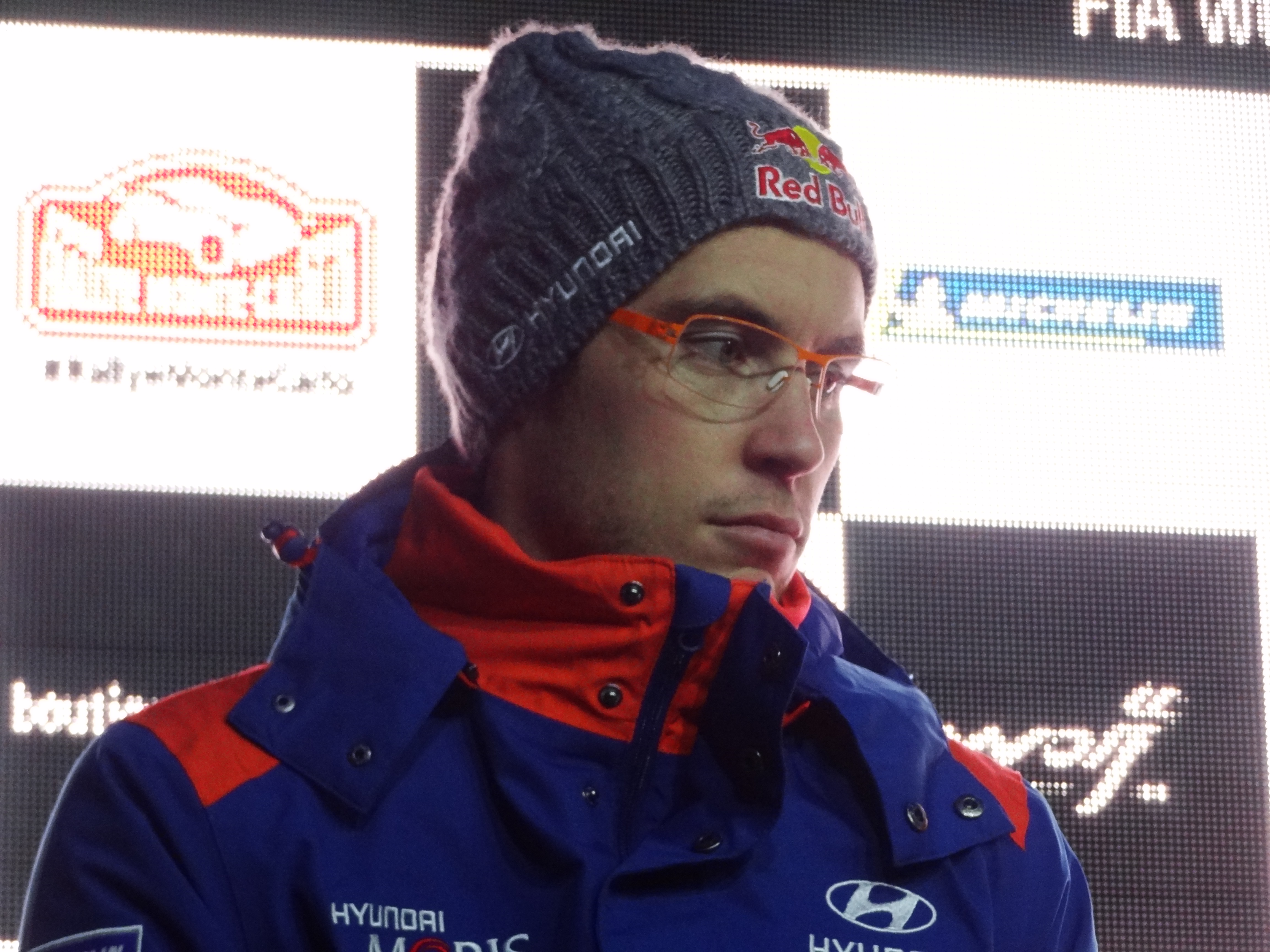
Thierry Neuville gewann die Rallye Monte Carlo 2020

Die 88. Rallye Monte Carlo war der erste von geplanten 15 FIA-Weltmeisterschaftsläufen 2020. Die Rallye bestand aus 16 Wertungsprüfungen und wurde zwischen dem 23. und dem 26. Januar gefahren.

## Bericht
Thierry Neuville (Hyundai) gewann die Rallye Monte Carlo 2020. Auch bei der Powerstage fuhr er Bestzeit und ließ sich damit zum Saisonstart die Maximalpunktzahl von 30 gutschreiben. Neuville war bei der letzten Wertungsprüfung (WP) auf die Zehntelsekunde gleich schnell gefahren wie Sébastien Ogier, lag bei der exakteren internen Messung aber im Hundertstelbereich vorne. Damit endete die Siegesserie von Ogier, der die Rallye Monte Carlo seit 2014 sechs Mal in Folge für drei unterschiedliche Hersteller (Volkswagen, Citroën und Ford) gewonnen hatte. Der Franzose fuhr neu in der Saison 2020 für Toyota WRT nachdem Citroën als Werksteam zum Ende der Saison 2019 aufhörte. Für Neuville war es der 13. WRC-Sieg, für Hyundai der 14. Triumph in der Rallye-WM.
2020 präsentierte sich die «Monte» vom Wetter her angenehm im Gegensatz zu anderen Jahren. Nur bei den Wertungsprüfungen am Samstag waren die Straßen etwas vereist. Ansonsten blieben die Winterreifen mit Spikes im Regal, auch die Passstraße des Col du Turini am Schlusstag stellte die Fahrer nicht vor eine große Herausforderung. Trotzdem oder vielleicht gerade deswegen war die Rallye sportlich spannend und an allen vier Tagen umkämpft. Nach einer frühen Führung von Neuville legten am Freitag die beiden Toyota-Piloten Elfyn Evans und Sébastien Ogier das Tempo vor. Mit Bestzeiten bei allen drei WP’s am Freitagvormittag ging Evans zunächst in Führung, die ihm Ogier bis zum Abend wieder abrang.
Neuville blieb jedoch immer in Schlagdistanz und fuhr am Samstag meist schneller als die Konkurrenz. Der Belgier gewann drei der vier WP’s. Nur um 6,4 Sekunden voneinander getrennt ging das Führungstrio Evans, Ogier und Neuville in den Schlusstag. Evans, der als Führender den Sonntag begann, letztlich aber Dritter wurde, war trotz des Podiums nicht ganz zufrieden nach seiner ersten Rallye für Toyota.
Für den amtierenden Weltmeister Ott Tänak begann die neue Saison mit einem schweren Unfall. Am Freitag kam der Este bei der vierten WP mit hoher Geschwindigkeit von der Straße ab. Tänak und Beifahrer Martin Järveoja überstanden den schlimmen Abflug unverletzt, mussten aber zur Beobachtung eine Nacht im Krankenhaus verbringen.

## Meldeliste
| Nr | Fahrer           | Co-Pilot               | Auto                  | Klasse  |
| -- | ---------------- | ---------------------- | --------------------- | ------- |
| 8  | Ott Tänak        | Martin Järveoja        | Hyundai i20 Coupe WRC | WRC RC1 |
| 11 | Thierry Neuville | Nicolas Gilsoul        | Hyundai i20 Coupe WRC | WRC RC1 |
| 17 | Sébastien Ogier  | Julien Ingrassia       | Toyota Yaris WRC      | WRC RC1 |
| 33 | Elfyn Evans      | Scott Martin           | Toyota Yaris WRC      | WRC RC1 |
| 3  | Teemu Suninen    | Jarmo Lehtinen         | Ford Fiesta RS WRC    | WRC RC1 |
| 4  | Esapekka Lappi   | Janne Ferm             | Ford Fiesta RS WRC    | WRC RC1 |
| 9  | Sébastien Loeb   | Daniel Elena           | Hyundai i20 Coupe WRC | WRC RC1 |
| 69 | Kalle Rovanperä  | Jonne Halttunen        | Toyota Yaris WRC      | WRC RC1 |
| 44 | Gus Greensmith   | Elliot Edmondson       | Ford Fiesta WRC       | WRC RC1 |
| 18 | Takamoto Katsuta | Daniel Barritt         | Toyota Yaris          | WRC RC1 |
| 20 | Mads Østberg     | Torstein Eriksen       | Citroën C3 R5         | WRC RC2 |
| 21 | Nikolay Gryazin  | Yaroslav Fedorov       | Hyundai i20 R5        | WRC RC2 |
| 23 | Adrien Fourmaux  | Renaud Jamoul          | Ford Fiesta R5        | WRC RC2 |
| 26 | Yoann Bonato     | Benjamin Boulloud      | Citroën C3 R5         | WRC RC2 |
| 27 | Eric Camilli     | Francois-Xavier Buresi | Citroën C3 R5         | WRC RC2 |
| 28 | Nicolas Ciamin   | Yannick Roche          | Citroën C3 R5         | WRC RC2 |

Insgesamt wurden 88 Fahrzeuge gemeldet.

## Klassifikationen

### Endergebnis
| WRC     |                  |                        |                  |           |                 |      |
| 01      | Thierry Neuville | Nicolas Gilsoul        | Hyundai i20 WRC  | 3:10:57.6 | 00:00.0         | 25+5 |
| 02      | Sébastien Ogier  | Julien Ingrassia       | Toyota Yaris WRC | 3:11:10.2 | 00:12.6         | 18+4 |
| 03      | Elfyn Evans      | Martin Scott           | Toyota Yaris WRC | 3:11:11.9 | 00:14.3 00:01.7 | 15+2 |
| 04      | Esapekka Lappi   | Janne Ferm             | Ford Fiesta WRC  | 3:14:06.6 | 03:09.0         | 12+1 |
| 05      | Kalle Rovanperä  | Jonne Halttunen        | Toyota Yaris WRC | 3:15:14.8 | 04:17.2 01:08.2 | 10   |
| 06      | Sébastien Loeb   | Daniel Elena           | Hyundai i20 WRC  | 3:16:02.3 | 05:04.7 00:47.5 | 8    |
| 07      | Takamoto Katsuta | Baniel Barrit          | Toyota Yaris WRC | 3:22:25.5 | 11:27.9 06:23.2 | 6    |
| 08      | Teemu Suninen    | Jarmo Lehtinen         | Ford Fiesta WRC  | 3:24:28.0 | 13:30.4 02:02.5 | 4+3  |
| 09      | Eric Camilli     | Francois-Xavier Buresi | Citroën C3 R5    | 3:24:39.8 | 13:42.2 00:11.8 | 2    |
| 10      | Mads Østberg     | Torstein Eriksen       | Citroën C3 R5    | 3:25:19.4 | 14:21.8 00:39.6 | 1    |
| WRC2    |                  |                        |                  |           |                 |      |
| 01 (10) | Mads Østberg     | Torstein Eriksen       | Citroën C3 R5    | 3:25:19.4 | 00:00.0         | 25   |
| 02 (15) | Adrien Fourmaux  | Renaud Jamoul          | Ford Fiesta R5   | 3:28:50.8 | 03:31.4         | 18   |
| 03 (16) | Nikolay Gryazin  | Yaroslav Fedorov       | Hyundai i20 R5   | 3:31:05.0 | 05:45.6 02:14.2 | 15   |
| WRC3    |                  |                        |                  |           |                 |      |
| 01 (9)  | Eric Camilli     | Francois-Xavier Buresi | Citroën C3 R5    | 3:24:39.8 | 00:00.0         | 25   |
| 02 (11) | Nicolas Ciamin   | Yannick Roche          | Citroën C3 R5    | 3:26:01.6 | 01:28.8         | 18   |
| 03 (12) | Yoann Bonato     | Benjamin Boulloud      | Citroën C3 R5    | 3:26:43.6 | 02:03.8 00:42.0 | 15   |

### Wertungsprüfungen
| Tag                                   | WP                                        | Name                                       | Länge    | Start MEZ        | Gewinner         | Co-Pilot              | Auto                  | Zeit                        | Leader           |
| ------------------------------------- | ----------------------------------------- | ------------------------------------------ | -------- | ---------------- | ---------------- | --------------------- | --------------------- | --------------------------- | ---------------- |
|                                       | –                                         | Gap (Shakedown)                            | 3,35 km  | 16:01            | Sébastien Ogier  | Julien Ingrassia      | Toyota Yaris WRC      | 01:57.1                     | n/a              |
| Tag 1 23. Jan.                        | WP1                                       | Malijal – Puimichel                        | 17,47 km | 20:38            | Sébastien Ogier  | Julien Ingrassia      | Toyota Yaris WRC      | 09:53.4                     | Sébastien Ogier  |
| Tag 1 23. Jan.                        | WP2                                       | Bayons – Bréziers                          | 25,49 km | 22:26            | Thierry Neuville | Nicolas Gilsoul       | Hyundai i20 Coupe WRC | 16:23.7                     | Thierry Neuville |
| Tag 1 23. Jan.                        | Service Park Gap 23:36 Uhr (45+3 Min)     |                                            |          |                  |                  |                       |                       |                             | Thierry Neuville |
| Tag 2 24. Jan.                        |                                           |                                            |          |                  |                  |                       |                       |                             | Thierry Neuville |
| Service Park Gap 07:45 Uhr (15+3 Min) |                                           |                                            |          |                  |                  |                       |                       |                             | Thierry Neuville |
| WP3                                   | Curbans – Venterol 1                      | 20,02 km                                   | 08:36    | Elfyn Evans      | Scott Martin     | Toyota Yaris WRC      | 13:22.0               |                             | Thierry Neuville |
| WP4                                   | St. Clement-sur-Durance – Freissinieres 1 | 20,68 km                                   | 09:56    | Elfyn Evans      | Scott Martin     | Toyota Yaris WRC      | 11:43.3               | Elfyn Evans                 |                  |
| WP5                                   | Avançon – Notre-Dame-du-Laus 1            | 20,59 km                                   | 11:21    | Elfyn Evans      | Scott Martin     | Toyota Yaris WRC      | 13:00.7               | Elfyn Evans                 |                  |
| Service Park Gap 12:38 Uhr (40+3 Min) |                                           |                                            |          |                  |                  |                       |                       | Elfyn Evans                 |                  |
| WP6                                   | Curbans – Venterol 2                      | 20,02 km                                   | 13:54    | Sébastien Ogier  | Julien Ingrassia | Toyota Yaris WRC      | 13:20.8               | Elfyn Evans                 |                  |
| WP7                                   | St. Clement-sur-Durance – Freissinieres 2 | 20,68 km                                   | 15:14    | Sébastien Ogier  | Julien Ingrassia | Toyota Yaris WRC      | 11:52.0               | Elfyn Evans                 |                  |
| WP8                                   | Avançon – Notre-Dame-du-Laus 2            | 20,59 km                                   | 16:39    | Thierry Neuville | Nicolas Gilsoul  | Hyundai i20 Coupe WRC | 13:13.1               | Sébastien Ogier             |                  |
| Service Park Gap 17:39 Uhr (45+3 Min) |                                           |                                            |          |                  |                  |                       |                       | Sébastien Ogier             |                  |
| Tag 3 25. Jan.                        |                                           |                                            |          |                  |                  |                       |                       | Sébastien Ogier             |                  |
| Service Park Gap 08:32 Uhr (15+3 Min) |                                           |                                            |          |                  |                  |                       |                       | Sébastien Ogier             |                  |
| WP9                                   | St.-Leger-les-Mélèzes – La-Bâtie-Neuve 1  | 16,87 km                                   | 09:38    | Thierry Neuville | Nicolas Gilsoul  | Hyundai i20 Coupe WRC | 10:28.8               | Sébastien Ogier             |                  |
| WP10                                  | La Bréole – Selonnet 1                    | 20,73 km                                   | 10:56    | Elfyn Evans      | Scott Martin     | Toyota Yaris WRC      | 12:34.4               | Elfyn Evans                 |                  |
| Service Park Gap 12:32 Uhr (40+3 Min) |                                           |                                            |          |                  |                  |                       |                       | Elfyn Evans                 |                  |
| WP11                                  | St.-Leger-les-Mélèzes – La-Bâtie-Neuve 2  | 16,87 km                                   | 14:08    | Thierry Neuville | Nicolas Gilsoul  | Hyundai i20 Coupe WRC | 9:34.6                | Sébastien Ogier Elfyn Evans |                  |
| WP12                                  | La Bréole – Selonnet 2                    | 20,73 km                                   | 15:26    | Thierry Neuville | Nicolas Gilsoul  | Hyundai i20 Coupe WRC | 12:12.0               | Sébastien Ogier Elfyn Evans |                  |
| Service Park Gap 16:36 Uhr (45+3 Min) |                                           |                                            |          |                  |                  |                       |                       | Sébastien Ogier Elfyn Evans |                  |
| Tag 4 26. Jan.                        | WP13                                      | La Bollène-Vésubie – Peïra Cava 1          | 18,41 km | 08:17            | Thierry Neuville | Nicolas Gilsoul       | Hyundai i20 Coupe WRC | 11:24.1                     | Elfyn Evans      |
| Tag 4 26. Jan.                        | WP14                                      | La Cabanette – Col de Braus 1              | 13,36 km | 09:08            | Thierry Neuville | Nicolas Gilsoul       | Hyundai i20 Coupe WRC | 9:47.9                      | Thierry Neuville |
| Tag 4 26. Jan.                        | WP15                                      | La Bollène-Vésubie – Peïra Cava 2          | 18,41 km | 10:55            | Thierry Neuville | Nicolas Gilsoul       | Hyundai i20 Coupe WRC | 11:25.1                     | Thierry Neuville |
| Tag 4 26. Jan.                        | WP16                                      | La Cabanette – Col de Braus 2 (Powerstage) | 13,36 km | 12:18            | Thierry Neuville | Nicolas Gilsoul       | Hyundai i20 Coupe WRC | 9:39.0                      | Thierry Neuville |

### Gewinner Wertungsprüfungen
| WP             | Anzahl | Fahrer           | Auto                  |
| -------------- | ------ | ---------------- | --------------------- |
| 2, 8, 9, 11–16 | 9      | Thierry Neuville | Hyundai Coupe i20 WRC |
| 1, 6, 7        | 3      | Sébastien Ogier  | Toyota Yaris WRC      |
| 3–5, 10        | 4      | Elfyn Evans      | Toyota Yaris WRC      |

### Fahrer-WM nach der Rallye
| Pos. | Fahrer           | Punkte |
| ---- | ---------------- | ------ |
| 1    | Thierry Neuville | 30     |
| 2    | Sébastien Ogier  | 22     |
| 3    | Elfyn Evans      | 17     |
| 4    | Esapekka Lappi   | 13     |
| 5    | Kalle Rovanperä  | 10     |

### Team-Weltmeisterschaft
| Pos. | Team               | Punkte |
| ---- | ------------------ | ------ |
| 1    | Hyundai Motorsport | 35     |
| 2    | Toyota Racing WRT  | 33     |
| 3    | M-Sport WRT        | 20     |